# L'ombra d'un gegant
L'ombra d'un gegant (títol original en anglès: Cast a Giant Shadow), és una pel·lícula bèl·lica i històrica estatunidenca, dirigida per Melville Shavelson, estrenada el 1966. Ha estat doblada al català.

## Argument
Pel·lícula de guerra. 1947 – un coronel americà, David (Mickey) Marcus és encarregat de fundar l'exèrcit d'Israel en vigílies de la seva independència i de la seva invasió per cinc exèrcits àrabs durant la guerra araboisraeliana de 1948.

## Repartiment
- Kirk Douglas: coronel David « Mickey » Marcus
- Senta Berger: Magda Simon
- Yul Brynner: Asker Gonen
- Frank Sinatra: Vince
- John Wayne: general Mike Randolph
- Angie Dickinson: Emma Marcus
- James Donald: major Safir
- Stathis Giallelis: Ram Oren
- Luther Adler: Jacob Zion
- Chaim Topol: Abou Ibn Kader
- Ruth White: Sra. Chaison
- Gordon Jackson: James MacAfee
- Michael Hordern: l'ambaixador anglès
- Michael Shillo: Andre Simon
- Rina Ganor: Rona
- Gary Merrill: el cap de l'Estat Major del Pentàgon
- Allan Cuthbertson
- Jeremy Kemp
- Sean Barrett
- Roland Bartrop
- Vera Dolen
- Robert Gardett
- Frank Latimore
- Ken Buckle
- Rodd Dana
- Hillel Rave
- Shloma Hermon